# Marquesado de la Puebla de Castro
Felipe IV, en 1625, elevó a condición de marquesado a la antigua Baronía de Castro, cargándolo en la villa Puebla de Castro. La primera titular del marquesado fue Estefanía de Castro y Alagón, que casó con Martín de Alagón, segundón de la casa de Sástago. Heredará el marquesado la hija Margarita de Castro y Alagón, quien con motivo de su matrimonio con Francisco de Moncada, tercer marqués de Aytona, determinará la pérdida de independencia del título, sumido en los de la casa de Medinaceli.
- Datos: Q28736654